# حاتم قادری
حاتم قادری (زاده ۱۳۳۵ در تهران) پژوهشگر و استاد علوم سیاسی ایرانی است. او عضو بازنشسته هیئت علمی دانشگاه تربیت مدرس و همچنین از مدرسان مؤسسه رخداد تازه است. حاتم قادری اغلب به دلیل آثارش در حوزه اندیشه سیاسی، سخنرانی در مجالسی مثل حسینیه ارشاد و بنیاد باران در دهه ۷۰ تا ۹۰ و مصاحبه‌ها با موضوعات سیاست روز شناخته می‌شود. بیشتر آثار او از جمله منابع شناخته شده رشته اندیشه سیاسی و تاریخ اندیشه به زبان فارسی به‌شمار می‌رود.
از نظریه‌های شاخص قادری در علوم اجتماعی و سیاسی، نظریه زعیم‌گرایی و ولایت‌خویی جامعه و جغرافیای ایران است که با بررسی بر اساس جامعه‌شناسی تاریخی و رویکرد جبرگرایی فرهنگی ارائه شده است. بر این اساس او معتقد است ایرانیان از زمان انقلاب مشروطه شعارها و ارزش‌هایی مثل آزادی، عدالت، جامعه مدنی و … را از غرب جذب کردند ولی جامعه درگیر امر ولایی و زعیم‌گرایی مانده فاقد خودآگاهی بوده و تمایل به این شکل کنش اجتماعی در جامعه ایران در قبل یا بعد از انقلاب ۱۳۵۷ ایران یا قبل از اسلام علت اصلی عدم توسعه مطلوب کشور بوده است. برای رفع این مانع وی مختصات الهیات جدیدی برای جایگزینی فرهنگ سنتی و دیانت سنتی زعیم‌گرای جامعه ایرانی ارائه داده است. او لازمه گزار از فرهنگ، دیانت و حکومت زعیم‌گرا در ایران را ایجاد ستادی در خارج ایران می‌داند که بر پایه ۳ اصل ناسیونالیسم انسانی، رگه‌هایی از سوسیالیسم و همچنین فدرالیسم اینکار را انجام دهند. قادری منتقد ملی‌گرایی ایرانی است و بخش «ناسیونالیسم انسانی» برای جایگزینی آن است که تمایز آن، هدفگذاری ارزش‌های جهان‌شمول و جهان وطنی است. لزوم بخش رگه‌های سوسیالیسم را از این جهت می‌داند که در جامعه رنج کشیده ایران که سطح فقر بالا رفته نیازمند نوعی عدالت اجتماعی و اقتصادی است و در سوسیالیسم این عدالت اجتماعی محقق می‌شود. همچنین آزادی‌های بنیادی با فدرالیسم که قائدتا قومی خواهد بود محقق می‌گردد.

## زندگی و تحصیلات
حاتم قادری در سال ۱۳۳۵ در تهران متولد شد. او دوره کارشناسی علوم سیاسی را در دانشگاه ملی و دوره کارشناسی ارشد و دکتری خود را در دانشگاه تربیت مدرس گذراند. وی از سال ۱۳۷۳ تا سال ۱۳۹۸ عضو هیئت علمی گروه اندیشه سیاسی دانشگاه تربیت مدرس بود.

## فعالیت سیاسی
از حاتم قادری به عنوان یک تحلیل‌گر مسائل سیاسی یاد می‌شود که به دلیل مصاحبه‌های سیاسی و به عنوان یکی از طرف‌های همیشگی مخالف شرکت در انتخابات در ایران بعد از دهه ۶۰ شمسی در مناظرات انتخاباتی مشهور است. او در برخی موارد برای احزاب سیاسی اصلاح‌طلب به ایراد سخنرانی و آموزش اندیشه سیاسی پرداخته است. او همچنین از منتقدان اصلاح‌طلبان بوده است.
منتقدان قادری او را از فعالان گروه‌های چپ رادیکال و سوسیالیستی دهه ۶۰ می‌دانند که جلوی دانشگاه‌ها می‌ایستادند و دانشجویان را بخاطر عدم سنخیت با فکر و ظاهر خود مجازات می‌کردند و بعد سال‌ها، ماهیت این موضع و تندروی تغییر نکرده و به شکل تدوین مختصات الهیاتی بر اساس نظرات خود شده که جایگزین الهیات سنتی (فرهنگ، اخلاق، دیانت و به صورت کلی سنت) ایرانیان شود که به زعم وی دارای نقص غیرقابل رفع است و این جایگزینی را یک رنسانس واقعی و ضروری معرفی می‌کنند. برای این منظور، روی موج انتقادات به ناکارآمدی‌های متنوع حکومت فعلی ایران سوار می‌شوند تا نظریات خود را که در گذشته دور مورد اقبال مواجه نشده‌اند را ترویج نمایند و با این اندیشه سوسیالیستی که افراد سنت‌مدار و معتقد به دین، عقب مانده یا درگیر فقر هستند خواستار ایجاد نظم جدیدی در جامعه بر اساس نظریات موصوف خود هستند.
قادری در واکنش به اعتراضات گوناگون بعد انقلاب، از جمله اعتراضات ۱۴۰۱ ایران در مصاحبه‌ای‌های گوناگون به نقد سیاست‌های جمهوری اسلامی پرداخته که از جمله آن‌ها مصاحبه‌ای صوتی با بی‌بی‌سی در جریان اعتراضات ۱۴۰۱ ایران بود که مورد توجه گسترده افکار عمومی قرار گرفت.

## دیدگاه‌ها

### سوژه ایرانی و گذار به دموکراسی از طریق مدرنیته
قادری در تحلیل تاریخی سیر تکامل جامعه ایران می‌گوید نارسایی و کج روی فرآیندی که از زمان مشروطه در ایران طی شد، در آغوش کشیدن ظواهر کار و مدرنیزاسیون بدون الهام کامل از خود مدرنیته و تعریف آن به عنوان نقشه راه بوده است. او مدرنیته، یعنی پیکر بندی تمدن اروپایی که به نظام‌های سیاسی-اجتماعی مختلف برآمده از این تمدن منتهی شد را هدف غایی تحول اجتماعی می‌داند که در قالب آن گروه‌های متکثر می‌توانند نظام‌های گوناگون برآمده از آن را الگو بگیرند. از همین رو اقدامات، تحولات و مکانیزم‌هایی در جامعه ایرانی که منجر به بازتولید سوژه و امر مدرن ایرانی با مختصات فرهنگی و دینی مختص به خود و با توجه به شرایط زمانه شود را در صورتی که راه گذار نهایی به مدرنیته را سد کند مطلوب نمی‌داند. او معتقد است چون رادیکالیسم سیاسی از دهه ۴۰ موجب نارسایی و اشتباهاتی در رویکرد شده، باید در مسائل مختلف دیواری ترسیم کرد که بعد آن هرچه در این مسائل است سنت ایرانی تولید اندیشه نکند، محدود شود و تعریف مَن ایرانی مدرن را به چارچوب فلسفی نظام‌های برآمده از مدرنیته بسپارد که ایدئولوژیک نیستند. از طرف دیگر معتقد است از آنجا که سنت ایرانی نتوانسته خود را بازتولید و مولفه‌های جدید را نمایندگی کند، نظریه‌ای برای گذار اجتماعی مطرح می‌کند که راه رسیدن به مردم سالاری در ایران که دارد رخ می‌دهد، استحاله سوژه سنتی برای گذار به مدرنیته است که این امر استحاله نه یکباره، بلکه به تدریج به شکل طیفی از افراد در حال گذار است که در نتیجه انقلاب ارتباطات و اینترنت و همچنین ارتباط ایرانیان با جهان غرب رخ می‌دهد و استحاله تدریجی سنت گرایان و خروج از درهم‌تنیدگی دو پارادایم و رسیدن به مدرنیته در عرصه اجتماعی حداقل دو نسل (از سال ۱۳۹۳) طول می‌کشد.
او معتقد است نظام حاکم در ایران آخرین نظام ایدئولوژیک است که می‌تواند در ایران باشد و نظام‌های سیاسی-اجتماعی مدرنیته و سوژه در آن‌ها برساخته یک ایدئولوژی با رفتارهایی برگرفته از آن نیست.

### دموکراسی و رابطه با اسلام و مذهب شیعه
حاتم قادری در مقالات و مصاحبه‌های گوناگون در چند مورد به عدم تناسب میان اندیشهٔ سیاسی شیعی و شیعه‌گری و دموکراسی مد نظر اشاره می‌کند که دو مورد اصلی آن شامل اعتقاد شیعیان به نور الهی و منور بودن طبق حدیثی از علی ابن ابی طالب، امام اول شیعیان می‌باشد که به گفته حاتمی که با اصول دموکراسی و ارتباط حقوق شیعیان و سایر مسلمانان نسبت به کافران یا معتقدان به سایر ادیان و مذاهب تضاد دارد. به اعتقاد قادری این مهم، ممکن است ناقض بحث برابری حقوق (مدنی) در دموکراسی تلقی شود. دوم بحث زعیم‌گرایی است. به اعتقاد قادری اصل امامت به عنوان محور اندیشه سیاسی شیعی ممکن است با خود نوعی زعیم‌گرایی را همراه بیاورد که به نوعی همخوانی با اصول دموکراتیک نداشته باشد. به همین شکل او دین اسلام را دارای ویژگی‌هایی می‌داند که با دموکراسی سازگار نیست. وی برای این نارسایی با اهداف، ابداع مدلی از اندیشه دینی که الهیات سیاسی و اجتماعی می‌نامد را پیشنهاد می‌کند که به جای این که مستندات آن از دل نصوص آیات و روایات برخاسته باشد، برخاسته از نگاه فلسفی افراد باشد. به عنوان مثال در این الهیات سیاسی وحی یک امر استنباطی‌ست نه اخباری. برخی اندیشمندان چپ ایرانی، از آنجا که اعتقادات دینی مردم ایران مانع تمایل به اندیشه‌های آن‌ها و پیمودن مسیر تکامل تاریخی تعریف شده در این اندیشه‌ها بوده، پس کلا دلیل عدم تکامل مطلوب را دلیل عدم تفوق خود، یعنی اعتقادات دینی مردم ایران معرفی می‌کنند.

### دیکتاتور خویی و ولایت مداری، خاصیت جامعه ایرانی و جغرافیای ایران
قادری بر این باور است که ایرانیان استعداد زعیم‌گرایی و مرجعیت‌محوری (اصطلاح محترمانه اقتدارگرایی و دیکتاتور پسندی) بالایی دارند که در فرایزدی و در جغرافیای ایران قابل مشاهده است و این باعث حاکمت‌های اقتدارگرا و دین‌ها و الهیات قاهرانه در طول تاریخ در ایران بوده. به گفته وی بعد از اسلام نیز در حالی که در اسلام استعداد ولایت مداری و زعیم گرایی وجود داشت که به ظهور بحث امامت و ولایت منجر شد، ایرانیان نیز به دلایل تاریخی و جغرافیایی و هم اینکه در زمان سلطهٔ اعراب تبدیل به غیر شده بودند توانستند این پیوند دینی را با اسلام ایرانی، یعنی شیعه برقرار کنند. مردم ایران امروزی تا قبل از قرن نهم هجری عمدتاً مسلمان سنی حنفی و شافعی بوده و از آثار گرایش به مذهب شیعه پیداش حکومت صفی بوده است و گرایش به مذهب شیعه که قادری آن را از جمله الاهیات قاهرانه و ناشی از ولایت گرایی می‌داند از قرن اول تا نهم در عمده جامعه ایران رخ نداده بود.
او با این استدلال که ایرانیان به شکل تاریخی دیکتاتور پسند و زعیم گرا هستند، پس کنش سیاسی آن‌ها مثل رمه و گاو و گوسفند است و حکومت جمهوری اسلامی نیز یک حکومت کاملاً غیر مردمی و دیکتاتوری (زعیم‌گرای و مرجعیت محور) و از مردم جداست که باید برای خروج از این نقص تاریخی با رفتارهایی مثل شرکت فعال نکردن در اَمر سیاسی و انتخابات، سرمایه سیاسی و اجتماعی حکومت از بین برود و انسداد سیاسی ایجاد شود که به موجب آن حکومت مستقر در کشور ساقط می‌شود و بعد از آن خوی اقتدارگرایی تاریخی ایرانیان رفع شده و مشکلات که ناشی از آن است رخت بر می‌بندند. این ایده از اواخر دهه ۷۰ در نوشته‌های قادری ظاهر شد درحالی که وی از دهه ۶۰ حامی تحریم انتخابات در ایران بود.
در مقایسه وضعیت تاریخی جامعه ایران و اروپا، به عنوان خالق مدرنیته، قادری می‌گوید: «در غرب، فلسفه یعنی جای بحث و گفت و گو وجود دارد در حالی که ما در شرق صاحب حکمت هستیم و در حکمت جایی برای گفت و گو و چرا نیست. مثل نقاشی‌های که عصر رنسانس که همه آنها بیانگر افرادی در حال گفت و گو هستند. اما در ایران چه قبل و چه بعد از اسلام، نمونه ای پیدا نمی‌کنیم که آدمها در عرض یکدیگر قرار داشته باشند و این همان شرایط غالب و مغلوب است.» این رفتار نمونه‌ای از ضعف‌هایی بنیادی سنت‌های ایرانی است که امکان ساخت یک جامعه مدرن با مختصات آن وجود ندارد و این شرایط در تکوین مدرنیته نبوده و برای تحول اجتماعی چاره‌ای جز رفتار مثل برخی جوامع شرقی دیگر و هضم شدن در مدرنیته به عنوان نقشه راه برتر اداره اجتماعی و سیاسی مطلوب نداریم.

### پارادکس مدرن شدن با زیارت مسجد جمکران
حاتم قادری در سمینار «ایران و تجربه مدرنیته» می‌گوید: «ما دچار پارادوکس هستیم. از سویی می‌خواهیم عناصر دینی را حفظ کنیم و از سوی دیگر می‌خواهیم مدرن شویم. نمی‌شود که به دنبال مدرنیته باشیم و در عین حال فقط در یک روز سه میلیون نفر از مردم کشورمان به امامزاده‌ها و مسجد جمکران بروند!» او این جمعیت ایرانیان را در مقالات و گفته‌های مختلف برده، غلام، کنیز، دین خو، زعیم گرا و … خطاب می‌کند.

### جغرافیای سیاسی

#### راهپیمایی اربعین
او معتقد است حاکمیت در ایران تناقض‌های بسیاری دارد که از جمله آن زمانی است که شعار می‌دهند باید تولید را افزایش داد، بعد مردم را تشویق می‌کنند به راهپیمایی اربعین و با این راهپیمایی رفتن خیل عظیمی از مردم به عراق، میلیون‌ها ایرانی از گردونهٔ تولید خارج می‌شوند و به عراق می‌روند.

#### جنگ غزه و فلاک فلسطینیان
به گفته قادری، اتفاقاتی که در غزه و فلسطین افتاد، بیشتر از اسرائیل، ایران و حماس مقصر است و بیان می‌کند با وجود آنکه مثل چپ ایران با فلسطین هنوز همدلی دارد، ولی بعد ۴۰ سال ما (ایران) در غزه موشک‌ها و تونل‌ها ایجاد کردیم و در نتیجه مدیریت ایران از غزه سنگاپور، هنگ کنگ و سیلیکون ولی در نیامد.

#### حضور نظامی در عراق و سوریه
قادری معتقد است که حکومت ایران حضور گسترده نظامی در عراق و سوریه دارد و در ساخت و ساز ابنیه دینی در این کشورها نیز حضور گسترده با بودجه دولتی دارد و این از مصادیق تقابل امور دینی و امور ملی است و اگر خامنه‌ای و نظام ایدئولوژیک نباشد، بلافاصله باید این نیروهای گسترده از این کشورها خارج می‌شدند و بدین شکل میلیاردها دلار هزینه نظامی کشور کاهش می‌یافت.

### الهیات جدید، رابطه با مردم سالاری و تمایز دین استنباطی و اخباری
حاتم قادری در مقاله معروفی در سال ۱۳۸۱ بیان می‌کند که تنها راه جمع میان مردم‌سالاری مد نظر او و دین این است که بگوییم صدای مردم، صدای خداست و هر چه مردم در امر حکومت خواستند، همان خواست خداست، در غیر این صورت مردم سالاری دینی راه به جایی نمی‌برد و با حذف جنبه پیام دارای جامعت از دین و استنباطی تعریف کردن آن مقصود محقق گردد.
به بیان قادری، در مورد ادعای نبودت پیامبران، از جمله پیامبر اسلام نمی‌توان اطمینان داشت که اتصال این افراد مدعی واقعاً با خداوند بوده. از طرف دیگر خدایی که در فرهنگ ما (اسلام) و سایر ادیان می‌شناسیم نیز پیامبر محور است و با آموزه‌های مدعیان پیامبری آن را می‌شناسیم، پس در این شرایط که وضعیت ادعاها معلوم نیست این اندیشه در الهیات جدید مطرح است که دینی داشته باشیم که پیامبر محور نباشد و متکی بر هدایت مستقیم هادی با فرستاده نباشد یا متکی به پیامبرانی که تعین پذیر باشند و بخواهد مدعی انتقال مصداق جامعیت پیام از خدا باشند نبوده باشند؛ یعنی الهیاتی شریعت گریز باشد، چون شریعتی که از سوی پیامبران داریم همه اخباری است، درحالی که ممکن است انسان‌ها (جامعه و افراد) نیاز به آداب و آیین کلاسه شده هم داشته باشد. شریعت استنباطی داشته باشد (شریعتی که خودمان توصیفش کنیم و متکی به آموزه پیامبران اخباری نباشد). به گفته قادری آنچه (الهیاتی) که خرسندی به همراه داشته باشد نمی‌تواند اخباری باشد. به همین معنا این الهیاتی که از پیامبر جدا شده و مستقل از پیامبر می‌تواند بروز داشته باشد، جدا از تخلیه از بخش اخباری دین و شریعت، متافیزیک گریز هم هست؛ یعنی تعریف خدایی خدا با متافیزیک کلاسیک به خدا تعریفی از خداوند می‌شود و در این چهارچوب به خدا معنا، استنباط و جزمیتی می‌دهد؛ مثلاً وقتی در اسلام در تعریف خداوند، او را با زنده بودن، عالم بودن، قدرتمند بودن خداوند تعریف می‌کنند، این تعریفی با جزمیت است و در این بخش از الهیات جدید از این دفاع می‌کند که خداوند استنباطی است و می‌تواند در ظرف‌ها و گنجایش‌های معنای آدم‌های مختلف یا خلاقیت‌های مختلف یا شمع‌های هنری مختلف ظهورها و بروزهای مختلفی داشته باشد.

## نقد
وی درحالی دهه‌ها برای حذف و جایگزینی حکومت ایران و همچنین فرهنگ و دیانت سنتی ایران کار کرد که همزمان با نهادهای مختلف متصل به حکومت همکاری جدی و کسب درآمد داشت. وی استادیار دانشگاه باقرالعلوم وابسته به سازمان تبلیغات اسلامی در قم بوده است.
او در مناظره با بیژن عبدالکریمی در خرداد ماه ۱۴۰۳ با موضوع «دوقطبی در جامعه ایران» متنی را به‌جای مفهوم یا ترجمه آیه ۲۱ سوره آل عمران می‌خواند که اساساً ربطی به متن آیه مذکور یا هیچ آیه دیگری در قرآن ندارد.

## آثار
قادری از جمله افراد اثرگذار بر ادبیات علوم سیاسی در ایران بوده است از او تاکنون ۱۹ کتاب و ۴۷ مقاله در زمینه‌های علوم سیاسی و اندیشه سیاسی در اسلام و ایران به زبان فارسی منتشر شده است.
کتاب‌های حاتم قادری به ترتیب سال انتشار عبارت‌اند از:
- پ‍ژوه‍ش‍ی در رواب‍ط ای‍ران و روس‍ی‍ه، ش‍وروی، ی‍ا، ق‍رارداد ۱۹۲۱‏. ت‍ه‍ران: ایرانچاپ (چاپخانه)‏، ۱۳۵۹.
- ش‍ن‍اخ‍ت ام‍پ‍ری‍ال‍ی‍س‍م و دی‍دگ‍اه اس‍لام. م‍رک‍ز ت‍ح‍ق‍ی‍ق‍ات اس‍لام‍ی، ۱۳۶۳.
- تحلیلی از انقلاب اسلامی ایران: سال دوم - مرکز تربیت معلم درس مشترک کلیه رشته‌ها: وزارت آموزش و پرورش، دفتر تحقیقات و برنامه‌ریزی درسی، ۱۳۶۶.
- م‍ج‍م‍وع‍ه م‍ق‍الات پ‍ی‍رام‍ون ج‍ه‍ان س‍وم. ب‍ه‌ک‍وش‍ش ح‍ات‍م ق‍ادری؛ ب‍ا ه‍م‍ک‍اری ع‍ب‍دال‍ع‍ل‍ی ق‍وام [... و دی‍گ‍ران]. ت‍ه‍ران: ن‍ش‍ر س‍ف‍ی‍ر‏، ۱۳۶۹.
- ان‍دی‍ش‍ه س‍ی‍اس‍ی غ‍زال‍ی. ت‍ه‍ران: وزارت ام‍ور خ‍ارج‍ه ج‍م‍ه‍وری اس‍لام‍ی ای‍ران، دف‍ت‍ر م‍طال‍ع‍ات س‍ی‍اس‍ی و ب‍ی‍ن‌ال‍م‍ل‍ل‍ی‏، ۱۳۷۰.
- ت‍ح‍ول م‍ب‍ان‍ی م‍ش‍روع‍ی‍ت خ‍لاف‍ت از آغ‍از ت‍ا ف‍روپ‍اش‍ی ع‍ب‍اس‍ی‍ان ب‍ا روی‍ک‍ردی ب‍ه آرا اص‍ل س‍ن‍ت. ب‍ن‍ی‍ان، ۱۳۷۵. شابک ‎۹۶۴-۹۰۰۰۶-۰-۷
- ان‍دی‍ش‍ه‌ه‍ای س‍ی‍اس‍ی در اس‍لام و ای‍ران. ت‍ه‍ران: س‍ازم‍ان م‍طال‍ع‍ه و ت‍دوی‍ن ک‍ت‍ب ع‍ل‍وم ان‍س‍ان‍ی دان‍ش‍گ‍اه‌ه‍ا (س‍م‍ت)، ۱۳۷۸. شابک ‎۹۶۴-۴۵۹-۳۴۰-۵
- ان‍دی‍ش‍ه‌ه‍ای دی‍گ‍ر. ت‍ه‍ران: ب‍ق‍ع‍ه، ۱۳۷۸. شابک ‎‎۹۶۴-۹۱۹۲۲-۹-۸
- ان‍دی‍ش‍ه‌ه‍ای س‍ی‍اس‍ی در ق‍رن ب‍ی‍س‍ت‍م. ت‍ه‍ران: س‍ازم‍ان م‍طال‍ع‍ه و ت‍دوی‍ن ک‍ت‍ب ع‍ل‍وم ان‍س‍ان‍ی دان‍ش‍گ‍اه‌ه‍ا (س‍م‍ت)‏، ۱۳۷۹. شابک ‎۹۶۴-۴۵۹-۴۳۴-۷
- ف‍ل‍س‍ف‍ه س‍ی‍اس‍ی ک‍لاس‍ی‍ک اس‍لام‍ی. ت‍ه‍ران: م‍رک‍ز ب‍ازش‍ن‍اس‍ی اس‍لام و ای‍ران (ب‍از)، ۱۳۸۰. شابک ‎۹۶۴-۵۹۳۳-۳۶-۳
- آزادی وج‍دان، م‍ف‍ه‍وم‍ی پ‍س‍اپ‍ی‍ام‍ب‍ری و دی‍گ‍ر م‍ق‍الات ۱۳۷۸–۹. ت‍ه‍ران: اخ‍ت‍ران، ۱۳۸۱. شابک ‎‎۹۶۴-۷۵۱۴-۰۵-۰
- پ‍راک‍س‍ی‍س (ت‍ع‍اطی) ان‍دی‍ش‍ه س‍ی‍اس‍ی و ف‍ع‍ل س‍ی‍اس‍ی در خ‍اورم‍ی‍ان‍ه. ت‍ه‍ران: م‍رک‍ز پ‍ژوه‍ش‍ه‍ای ع‍ل‍م‍ی و م‍طال‍ع‍ات اس‍ت‍رات‍ژی‍ک خ‍اورم‍ی‍ان‍ه، ۱۳۸۶. شابک ‎‏۹۷۸-۹۶۴-۷۹۱۴-۱۹-۲
- اندیشه در مرز. تهران: نگاه معاصر‏، ۱۳۸۷. شابک ‎۹۷۸-۹۶۴-۷۷۶۳-۶۶-۰‏
- سویه‌های هویت: مجموعه مقالات. ت‍ه‍ران: نشر و پژوهش شیرازه‏، ۱۳۸۷. شابک ‎۹۷۸-۹۶۴-۷۷۶۹-۴۱-۹
- ایران و یونان: فلسفه لابلای سیاست و در بستر تاریخ. تهران: نگاه معاصر، ۱۳۸۸. شابک ‎۹۷۸-۹۶۴-۷۷۶۳-۸۵-۱
- سقراط در آینه آپولوژی. تهران: نگاه معاصر، ۱۳۸۸. شابک ‎۹۷۸-۹۶۴-۷۷۶۳-۸۷-۵
- فیلسوف مسطح فیلسوف غیرمسطح یا طرح‌واره‌ای در خوانش هم پیوندی فلسفه و فیلسوف. تهران: علم، ۱۳۹۰. شابک ‎۹۷۸-۹۶۴-۲۲۴-۳۱۱-۲
- پایی در کوی ایران. تهران: نشر علم‏، ۱۳۹۲. شابک ‎۹۷۸-۹۶۴-۲۲۴-۳۹۷-۶
- آرمانشهر: ادیسه یا دن‌کیشوت. تهران: نبیسا‏، ۱۳۹۶. شابک ‎۹۷۸-۶۰۰-۹۶۳۴۹-۶-۵